# Храм Димитрія Ростовського (Сохранівка)
- | Зовнішні зображення | Зовнішні зображення        |
| ------------------- | -------------------------- |
|                     | Храм Димитрія Ростовського |

Храм Димитрія Ростовського (рос. Храм Димитрия Ростовского)  — храм у селі Сохранівка, Чертковський район, Ростовська область. Відноситься до Чертково-Калитвенського благочиння, Шахтинська і Миллеровська єпархія РПЦ.
Адреса: 346007, Ростовська область, Чертковський район, с. Сохранівка, вул. Соціалістична, 1 а.

## Історія
Одне з найстаріших споруд на території села Сохранівки — храм Димитрія Ростовського. Церква була заснована в 1866 році. Це найкрасивіша будівля сільського поселення.
Згідно з архівними документами, виданими за запитом з Держархіву Ростовської області, є Відомість про церкви Димитрівській в селищі Обережно-Камышенском Дегтевского благочиння Донецького округу Донської Єпархії за 1906 рік (нині церква на честь Святителя Митрополита Димитрія Ростовського в селі Сохрановка Міллеровського благочиння Ростовської єпархії Московського Патріархату) говорить наступне:
- Церква збудована в 1866 році по ретельності і на кошти парафіян. В 1896 році, з нагоди виправлення в ній відбулися істотні зміни: прибудовані прибудови та перестелены підлоги, зсередини і зовні
- обштукатурена алебастром. У 1903 році оновлено іконостас і збільшений на один ярус.
- Церква збудована з каменю і така ж дзвіниця, яка в 1896 році надбудована на 4,5 аршина у висоту; покрита листовим залізом; огорожа навколо неї цегляна, крита залізом.
- Один Престол — в ім'я Святителя Димитрія Ростовського, всієї Русі Чудотворця (21 вересня).
- Причт складається з священика і псаломщика.
- При церкві землі в користуванні причту немає.
- Для священика є церковний будинок з саманної цегли, збудований на селянській землі, критий залізом; з надвірних будівель є: два дерев'яних комори (один дубовий, інший вербовий), вони криті соломою. Інші господарські споруди оброблені частково з дикого каменю, частиною з саману, криті соломою.
- Треб відбувалося в рік: хрещень — 140, шлюбів — 32, поховань — 90.
- Церковно-приходська школа існує з 6 листопада 1885 року, з 1901 року нею завідує і навчає дітей закону Божого священик Анатолій Попов, а решти предметів — має звання вчителя Платон Рычнев, приміщення школи власне з квартирою для вчителя. Церковно-приходське попечительство відкрито 26 серпня 1900 року, у 1904—1907 рр. воно складається під головуванням селянина Івана Рябоконєва. Земських та інших шкіл у парафії немає.

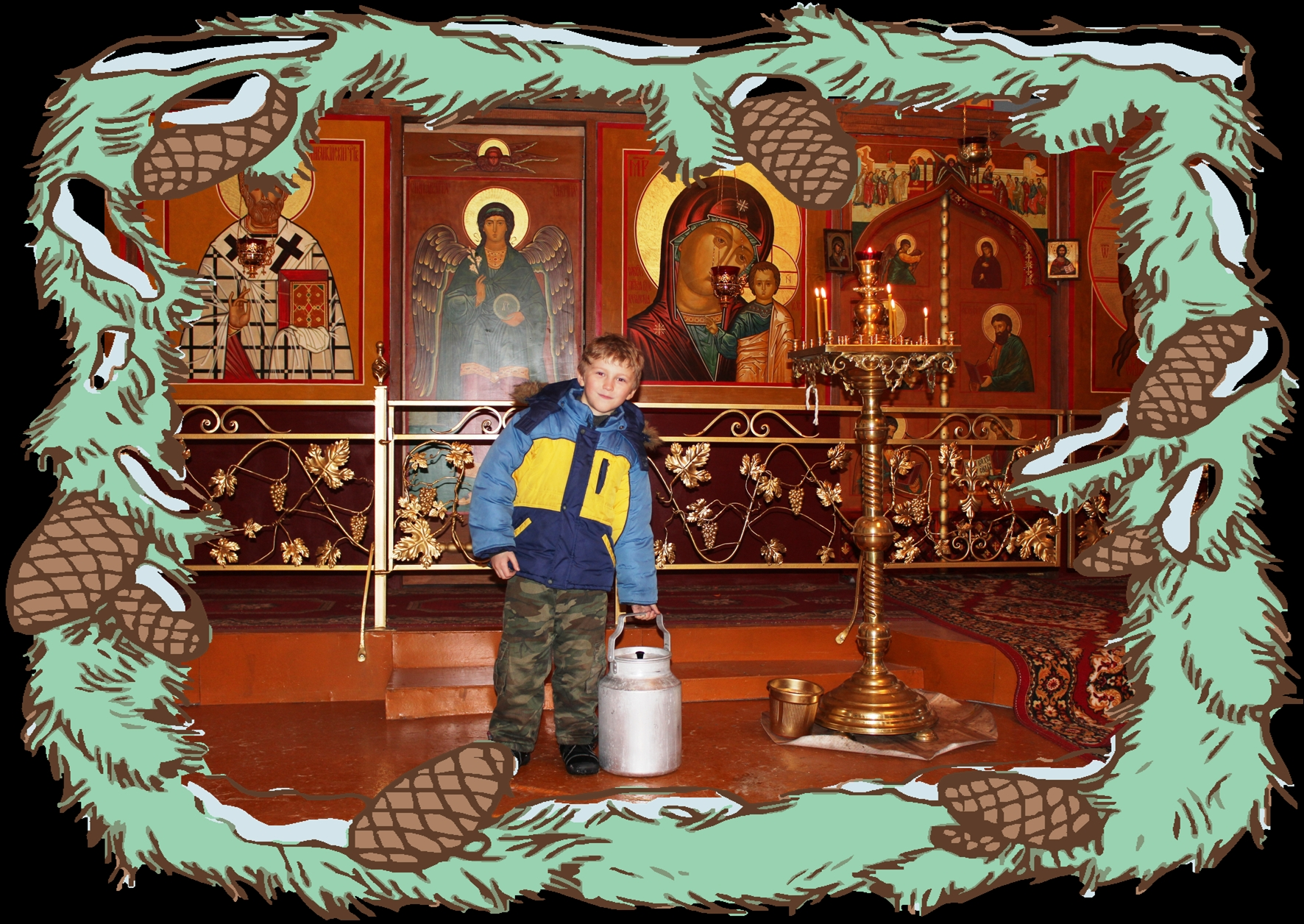
Внутрішнє оздоблення храму, освячення

За кілька десятиліть після революції було зруйновано багато храмів і монастирів. Серед зруйнованих виявився і храм святителя Дмитра Ростовського в селі Сохрановке. Протягом багатьох років він слугував зерносховищем. Довгий час вірянам села не було де молитися.
Приблизно з 1954 року колгосп імені Жданова (нині СВК «Мир») використав будівля церкви під склад для зберігання зерна, всі вікна і двері були закладені каменем, з південно-східної сторони у правому приділі частина стіни була зруйнована і поставлені ворота, куди заїжджали машини. В даху було зроблено отвір і вставити пристрій для подачі зерна.
До 2000 року церкву використовували під склад будматеріалів, а будівля караульного приміщення колгосп використовував як ветаптеку.
Церква знаходилася в аварійному стані і потребувала капітального ремонту.
У 1988 році утворився прихід з 10 чоловік, який був офіційно зареєстрований як Парафія Святителя Димитрія Ростовського. Парафіяни виступили з пропозицією на загальних колгоспних зборах про передачу будівель церкви і ветаптеки Приходу. Був укладений договір про безоплатну передачу церкви і ветаптеки. За рішенням від 21.08.2006 р. справа № А53-7455/2006-С4-28 будівлі були визнані за Місцевою православною релігійною організацією — Парафія Святителя Димитрія Ростовського.
У 2001 році жителі села вирішили відновити храм, повернути їй колишню красу. З благословення Архієпископа Ростовського і Новочеркаського Пантелеймона в 2001 р. в церкві були розпочаті ремонтно-відновлювальні роботи, в яких брали участь не тільки парафіяни та жителі села Сохрановки, але і організації: СВК «Мир», Сохрановское ЛПУМГ, Адміністрація Сохрановского сільського поселення. В цей час Парафія окормляв священик ієрей Роман Власенко з Свято-Миколаївського Приходу п. Чертково, служб не було, оскільки церква була не обладнана для цих цілей.
Спочатку був відремонтований лівий боковий вівтар церкви: повністю перекрито дах листовим залізом, всередині обштукатурені стіни, вставлені вікна і ковані залізні решітки, постелені дерев'яні підлоги. Лівий приділ був повністю відгороджений цегляною стіною від іншої частини будівлі церкви. Проведено електрику.
У 2004 році опіку Парафії було благословлено священика Костянтина Кудинова. Тимчасово їм був власноруч побудований вівтар. З 4 жовтня 2003 року в храмі стали проходити божественні літургії. В лівому приділі храму був споруджений вівтар; стали проходити служби, хрещення, вінчання, поховання. На пожертви були придбані ікони, лампади, богослужбові книги, свічники та інше церковне начиння, необхідна для богослужінь. Відремонтовано вартове приміщення (ветаптека), де в даний час проходять заняття по програмі недільної школи для дорослих і дітей.
У 2007 році територія храму була обгороджена огорожею, що складається з кам'яного фундаменту і залізних блоків, встановлені ворота, у дворі покладений асфальт, розбиті клумби з квітами.
В церкві повністю вставлені вікна та двері. У 2009 році повністю відремонтований правий боковий вівтар. У 2010 році відремонтовано центральна частина церкви: покрита крита профільним залізом зеленого кольору, поштукатурені стіни, встановлено іконостас. Відновлений балкон для півчих в західній частині храму. Відремонтований перший ярус дзвіниці і тимчасово накритий дахом з шиферу для захисту від подальшого руйнування. У 2008 році викуплений поруч ларьок, який обладнаний під церковну крамницю. У дворі церкви будується трапезна.
У 2010 році капітально відремонтовано дах та встановлено купол. Храм — одна з головних святинь Сохрановки. Оточений квітами, він стоїть у центрі села навпроти пам'ятника воїнам-визволителям та будинку культури. Тут проводяться служби, відзначаються християнські православні свята, в тому числі і 250-річчя з Дня народження Дмитра Ростовського, і 700-річчя з Дня народження Сергія Радонезького.

## Опис
Храмова частина побудована у вигляді кубовидного обсягу, увінчаного високим куполом, банею і хрестом. Зі сходу до основного об'єму примикає низька напівкругла апсида. Із заходу — невелика на три вікна трапезна. Двусветный куб храмової частини прикрашений по кутах пілястрами і карнизами, а південний і північний фасади помилковими закомарами та пілястрами. Вікна, у тому числі малі круглі вікна другого світла, декоровані наличниками з килевидным очельем. На дзвіниці храму кілька дзвонів.
У вівтарі багато стародавніх і нових ікон. Особливе місце в ряду церковного начиння займають світильники.

## Священнослужителі
Настоятель храму: Кудінов Костянтин Анатолійович.